# O Honorável
O Honorável e A Honorável (em inglês: The Honourable ou The Honorable, abreviados como "The Hon.", ou antigamente "The Hon'ble"), são prefixos de títulos honoríficos atribuídos a nomes de pessoas de certas classes sociais. Não deve ser confundido com o prefixo O Muito Honorável.

## Uso britânico
No Reino Unido, todos os filhos e filhas de barões e de viscondes e filhos caçulas de condes recebem o prefixo The Honourable. As filhas e filhos caçulas de duques e marqueses e filhas de condes possuem os títulos de Lord e Lady antes de seus primeiros nomes, e os filhos mais velhos de duques, marqueses e condes são conhecidos pelos títulos de cortesia e subsidiários de seus pais ou mães. Por exemplo, a falecida Diana, Princesa de Gales, nasceu com o prefixo The Honourable  Diana Frances Spencer, pois na época de seu nascimento seu pai era um Visconde. Anos depois quando seu pai foi elevado ao título de Conde Spencer, Diana igualmente foi elevada e passou a ser The Lady Diana Frances Spencer.
The Honourable também é um título de cortesia; no entanto, em documentos legais, eles são chamados, por exemplo, John Smith, Esq ou The Honourable John Smith. Como esposas de filhos de nobres, as esposas de filhos de barões, de viscondes e de filhos caçulas de condes são chamadas, por exemplo, The Hon. Mrs John Smith.
Algumas pessoas são tituladas com o prefixo em virtude de seus ofícios. Existem regras que permitem a certos indivíduos manter o prefixo The Honourable mesmo depois da aposentadoria.
- Juízes da Alta Corte e de outras cortes superiores na Commonwealth (se o juiz é um cavaleiro, o título Sir John Smith é usado socialmente ao invés de The Honourable Mr John Smith)

- Membros de conselhos executivos (e por extensão, cabinetes)

- Membros do Conselho Privado do Rei no Canadá

- Membros do Conselho Legislativos (ou senadores onde a legislatura é bicameral)

- Representantes do Soberano, por exemplo, tenente-governadores de províncias canadenses.

Muitas entidades corporativas também recebem o título The Honourable. Em envelopes, também se escreve o prefixo, mas este só corresponderia meramente a "senhor".

## Uso norte-americano
Nos Estados Unidos, o prefixo The Honourable é geralmente utilizado por oficiais do governo. Contudo, há poucas regulações legais do título, que permitem este ser utilizado como um título de cortesia para:
- Qualquer pessoa eleita a qualquer cargo público em qualquer nível do Governo norte-americano.

- Todos os juízes, sejam apontados sejam eleitos, com a exceção da maioria dos magistrados locais (em alguns casos, por exemplo, o ministro da polícia).

- Chefes de departamentos apontados, oficiais de gabinete, membros de conselhos públicos e outros oficiais da série (oficias de governos de condados) em estados e em localidades.

- Qualquer pessoa apontada pelo Presidente dos Estados Unidos para uma posição sujeita ao Senado (excluindo oficiais militares), incluindo embaixadores, secretários de cabinete, etc.

À parte do prefixo The Honourable, quando formalmente atendendo uma pessoa, Your Honor, ao digerir-se a uma pessoa, é comumente reservado para juízes, ministros, magistrados (que são apresentados assim quando estão na corte). Alguns prefeitos, como o prefeito da cidade de Nova York, que é tecnicamente um magistrado do sistema de corte, são também de forma tradicional estilados com o prefixo.
Outros títulos, como O Muito Honorável e o O Mais Honorável, não são utilizados nos Estados Unidos.

## Uso jamaicano
Na Jamaica, o título de "O Honorável" precede oficialmente o nome dos jamaicanos condecorados com a Ordem da Jamaica.